# Friedrich Weißler
Friedrich Weißler (Königshütte, 28 aprile 1891 – Sachsenhausen, 19 febbraio 1937) è stato un giurista e professore di diritto tedesco.

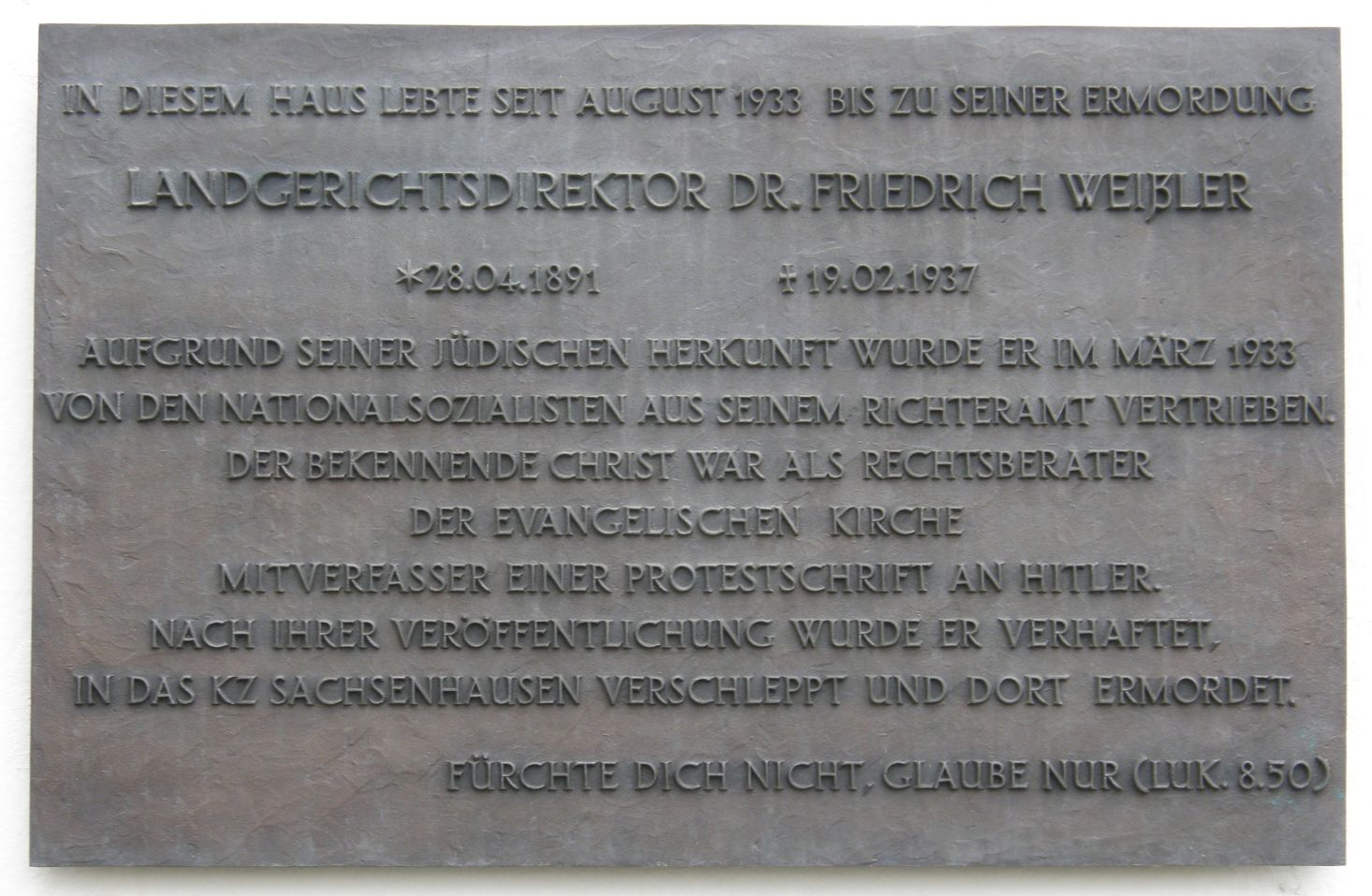
Targa commemorativa a Berlino

Nato da una famiglia luterana, si oppose al nazionalsocialismo e per le sue idee fu rinchiuso nel campo di concentramento di Sachsenhausen dove venne fucilato il 19 febbraio del 1937.
La Chiesa Luterana lo ricorda come martire.